# Museum van Manéga

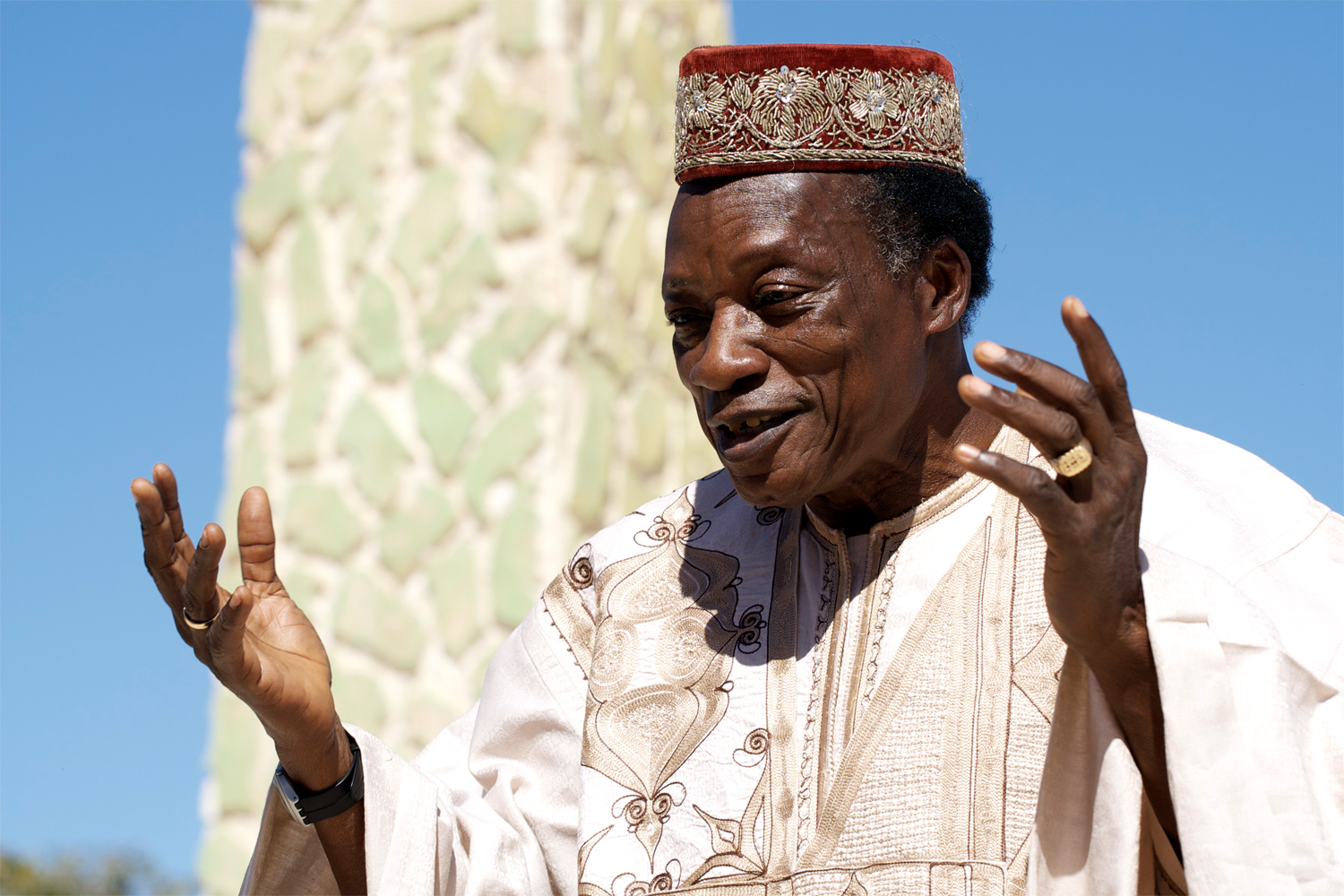
Mecenas en oprichter Titinga Frédéric Pacéré voor het Museum van Manéga

Het Museum van Manéga (Frans: Musée de Manéga), ook wel Manéga Bendrologie Museum, is een museum in het dorp Manéga in de provincie Oubritenga in Burkina Faso. Het ligt op ongeveer 55 kilometer ten noordwesten van Ouagadougou. Het is geheel gewijd aan de 'Bendrologie', een neologisme voor kunst en tradities afkomstig uit een deel van Afrika.

## Collectie
Het herbergt stukken die deel uitmaken van de cultuur van het land. Onder de belangrijkste bevinden zich maskers van de volkeren Bobo, Karinsé en Nuni, grafzuilen oftewel Yakouga, amuletten, gelukspoppetjes en traditionele keramische rituele muziekinstrumenten. Ook toont het reconstructies van traditionele huizen van de Bobo, Fula, Kasena, Mossi en Senufo.
Een van de paviljoens van het museum is gewijd aan de geesten van de volkeren uit de Oudheid (Paviljoen van de dood). Uit respect voor het hiernamaals is het gebruikelijk er zonder schoenen en achteruitlopend binnen te gaan. Om de bezoekers bekend te maken met de heilige ideeën en het spirituele leven van de volken van Burkina Faso, zijn binnen het museum verscheidene heilige plekken gereconstrueerd.

## Geschiedenis
Het museum werd op initiatief van de Burkinese schrijver, dichter en mecenas Titinga Frédéric Pacéré opgericht. Het wordt beschouwd als het grootste particuliere museum van het land en mogelijk van heel Afrika.
In het jaar 2000 gaf nationaal postbedrijf Sonapost een zegelvel van vier postzegels uit, met daarop een afbeelding van het museum.